# ウナ＝サナ県

ウナ＝サナ県
Unsko-sanski kanton
Unsko-sanska županija
Унско-сански кантон

ウナ＝サナ県（ウナ＝サナけん、ボスニア語:Unsko-sanski kanton、クロアチア語:Unsko-sanska županija、セルビア語:Унско-сански кантон）、あるいはウナ＝サナ・カントンはボスニア・ヘルツェゴビナ共和国のエンティティであるボスニア・ヘルツェゴビナ連邦を構成する県。県都はビハチ。県名は県内を流れるウナ川とサナ川の名前にちなむ。
歴史的にツァジンスカ・クライナと呼ばれてきた地域とほぼ範囲を同じくする。

## 基礎自治体
- ビハチ - 県都
- ボサンスカ・クルパ
- ボサンスキ・ペトロヴァツ
- ブジム
- ツァジン
- クリュチ
- サンスキ・モスト
- ヴェリカ・クラドゥシャ

## 人口
ウナ＝サナ県には、2001年の推計値で30万5千人前後が居住しており、そのほとんどは民族的ボシュニャク人である。また、セルビア人も居住しており、そのほとんどがボサンスキ・ペトロヴァツに住んでいる。
2003年におけるウナ＝サナ県の人口は30万4千人であり、その民族別の内訳は次のとおりである。
- ボシュニャク人:286,989 (94.3%)
- セルビア人: 10,343 (3.4%)
- クロアチア人: 5,596 (1.8%)
- その他: 1,253 (0.4%)

## 交通
クロアチアとの地理的な近さ、そしてその細長い県の形から、多くの交通路がクロアチアのザグレブおよびアドリア海沿岸地方に伸びており、ボサンスキ・ノヴィ - ビハチ - クニンを結ぶ鉄道路線などがある。ユーゴスラビアで最大の軍事空港だったジェリャヴァ空軍基地（Željava Air Base）はビハチの近く、現在のクロアチアとの国境のすぐ近くに位置している。